# Championnat d'Égypte de football 2023-2024
Navigation
Édition précédente Édition suivante
La saison 2023-2024 du championnat d'Égypte de football est la 66e édition du championnat de première division égyptienne. Les dix-huit clubs engagés sont regroupés au sein d'une poule unique où ils s'affrontent à deux reprises. En fin de saison, les trois derniers du classement sont relégués et remplacés par les trois meilleures formations de D2.
L'Al Ahly Sporting Club, le tenant du titre, remporte de nouveau le championnat et son 44e titre de champion, le record du nombre de titres en Égypte.

## Participants
- Al Ahly Sporting Club
- Al-Masry Club
- Arab Contractors SC
- National Bank of Egypt SC
- ENPPI Club
- Future FC est renommé Modern Future Football Club
- El Dakhleya Football Club
- Pyramids FC
- Pharco FC
- Ittihad Alexandrie
- Ismaily Sporting Club
- Ceramica Cleopatra FC
- Smouha Sporting Club
- Tala'ea El Geish
- Zamalek Sporting Club
- El Gouna FC- Promu de D2
- ZED FC- Promu de D2
- Baladiyyat El Mahallah- Promu de D2

## Compétition

### Classement
| Rang | Équipe                    | Pts  | J  | G  | N  | P  | Bp | Bc | Diff |
| ---- | ------------------------- | ---- | -- | -- | -- | -- | -- | -- | ---- |
| 1    | Al Ahly Sporting Club T   | 85   | 34 | 27 | 4  | 3  | 75 | 28 | +47  |
| 2    | Pyramids FC               | 79   | 34 | 24 | 7  | 3  | 62 | 27 | +35  |
| 3    | Zamalek Sporting Club     | 56-3 | 34 | 17 | 8  | 9  | 53 | 37 | +16  |
| 4    | Al-Masry Club             | 55   | 34 | 16 | 7  | 11 | 41 | 39 | +2   |
| 5    | Modern Future FC          | 54   | 34 | 14 | 12 | 8  | 40 | 28 | +12  |
| 6    | Smouha Sporting Club      | 54   | 34 | 15 | 9  | 10 | 39 | 35 | +4   |
| 7    | ZED FC P                  | 51   | 34 | 13 | 12 | 9  | 48 | 35 | +13  |
| 8    | Ceramica Cleopatra FC     | 46   | 34 | 12 | 10 | 12 | 51 | 42 | +9   |
| 9    | ENPPI Club                | 45   | 34 | 11 | 12 | 11 | 38 | 37 | +1   |
| 10   | Tala'ea El Geish          | 42   | 34 | 10 | 12 | 12 | 30 | 40 | -10  |
| 11   | Ittihad Alexandrie        | 41   | 34 | 9  | 14 | 11 | 30 | 42 | -12  |
| 12   | El Gouna FC P             | 39   | 34 | 9  | 12 | 13 | 32 | 44 | -12  |
| 13   | National Bank of Egypt SC | 36   | 34 | 9  | 9  | 16 | 46 | 45 | +1   |
| 14   | Ismaily Sporting Club     | 33   | 34 | 7  | 12 | 15 | 33 | 43 | -10  |
| 15   | Pharco FC                 | 33   | 34 | 6  | 15 | 13 | 32 | 43 | -11  |
| 16   | Baladiyyat El Mahallah P  | 28   | 34 | 7  | 7  | 20 | 31 | 65 | -34  |
| 17   | Arab Contractors SC       | 26   | 34 | 5  | 11 | 18 | 32 | 57 | -25  |
| 18   | El Dakhleya               | 20   | 34 | 3  | 11 | 20 | 17 | 43 | -26  |

| Légende : Qualifications et relégations | Légende : Qualifications et relégations                                |
| --------------------------------------- | ---------------------------------------------------------------------- |
|                                         | Qualification pour la Ligue des champions de la CAF 2024-2025          |
|                                         | Qualification pour la Coupe de la confédération 2024-2025              |
|                                         | Relégation directe en Second Division                                  |
|                                         | T : Tenant du titre C : Vainqueur de la Coupe d'Égypte P : Promu de D2 |

- Zamalek a une pénalité de trois points pour avoir refusé de jouer le match contre Al Ahly[2],[3].

## Bilan de la saison
| Championnat d'Égypte de football 2023-2024 |                                   |
| Champion                                   | Al Ahly Sporting Club (44e titre) |
| Qualifications continentales               |                                   |
| Ligue des champions de la CAF 2024-2025    | Al Ahly Sporting Club             |
| Ligue des champions de la CAF 2024-2025    | Pyramids FC                       |
| Coupe de la confédération 2024-2025        | Zamalek Sporting Club             |
| Coupe de la confédération 2024-2025        | Al-Masry Club                     |
| Promotions et relégations                  |                                   |
| Promus en Premier League                   | Petrojet Football Club            |
| Promus en Premier League                   | Ghazl El Mahallah Sporting Club   |
| Promus en Premier League                   | Haras El-Hedood Club              |
| Relégués en Second League                  | Baladiyyat El Mahallah            |
| Relégués en Second League                  | Arab Contractors SC               |
| Relégués en Second League                  | El Dakhleya                       |